# ロバート・チャールズ・スプロール
ロバート・チャールズ・スプロール（Robert Charles Sproul、1939年2月13日 - 2017年12月14日）は、アメリカのカルヴァン主義の神学者、牧師。

## 神学
聖書の無誤性の否定は真のキリスト教の拒否であるとする聖書の無誤性に関するシカゴ声明に署名し、また、これを解説した本を書いている。スプロールは60冊以上の福音派の本を出版した。
『何からの救いなのか』で救いとは神の怒りからの救いであるとし 、ペラギウス主義と自由主義神学（リベラリズム）に救いはない、としている。 
『非キリスト教思想入門』では、非キリスト教思想の世俗主義、悲観主義的実存主義、感傷的ヒューマニズム、プラグマティズム、多元主義と相対主義、快楽主義を分析し、クリスチャンの役割について解説している。

## 著書
- 『何からの救いなのか:神の恵みの奥義』 いのちのことば社　 ISBN 978-4-264-02615-0
- 『非キリスト教的思想入門』 いのちのことば社　ISBN 4-264-02075-1
- Explaining Inerrancy: A Commentary（聖書の無誤性に関するシカゴ声明の解説）